# Four Seasons of Love
Four Seasons of Love (с англ. — «Четыре сезона любви») — четвёртый студийный альбом американской певицы диско Донны Саммер, выпущен в 1976 году под лейблом Casablanca Records. Альбом получил статус золотого диска в США. Пластинка достигла максимальной позиции — #29 в хит-параде Billboard 200. Все пять композиций в этом альбоме, как и в двух предыдущих, являются длинными «мини-симфониями» в стиле диско. Эротические вздохи и стоны Донны Саммер являются стержнем, скрепляющим воедино все темы в альбоме. Тексты песен более цельные, в отличие от прошлых альбомов, где были смонтированы несколько броских фраз.

## Об альбоме
Four Seasons of Love посвящён четырём временам года и, возможно, вдохновлен знаменитыми «Временами года» Вивальди, но, в отличие от композиций итальянца, показывающих состояние природы посредством музыки, в альбоме Донны Саммер рассказываются четыре истории любви, случившиеся в разные сезоны: «Весеннее увлечение» (Spring Affair), «Летняя лихорадка» (Summer Fever), «Осень проходит» (Autumn Changes) и «Зимняя мелодия» (Winter Melody). Альбом завершается четырёхминутной композицией «Spring Reprise» (сокращённый вариант песни «Spring Affair»), замыкающей трек-лист и ознаменовывающей переход к тёплому времени года. Композиция была сокращёна более чем на пять минут. В этом треке придыхания певицы окружены совершенно симфоническим по сложности и красоте диско-инструментарием.
Фотография на обложке пластинки изображает Донну Саммер, сидящую на светящемся полумесяце. В альбом также вошла серия коллекционных фотографий с изображением певицы. На этих фотографиях певица показана в трёх образах: 1) «зимний» образ, в котором певица одета в белую меховую шубу и по её щекам текут слёзы; 2) «весенний стиль» в образе Скарлет O’Хары и 3) «осенний стиль» в образе Мэрилин Монро, основанный на знаменитом эпизоде из фильма «Зуд седьмого года», в котором внезапный порыв воздуха из вентиляционного люка взметает вверх юбку Мэрилин Монро — намёк на песню Саммер «Love to Love You Baby», в которой певица упоминает Монро, ставшей, по её словам, вдохновением к написанию песни.
Как и с предыдущими двумя альбомами певицы, Four Seasons of Love выпускался под различными звукозаписывающими лейблами в разных странах, включая Casablanca Records в США. Отредактированные версии песен «Spring Affair» и «Winter Melody» выпущены синглами, но ни один из них не достиг высоких показателей в музыкальных хит-парадах (однако песня «Winter Melody» попала в «тридцатку лучших хитов» британского хит-парада UK Singles Chart). Альбом был также выпущен в коллекциях «Club Special Edition»/«Club Sonderauflage» в Западной Германии и выпущен под лейблом Atlantic Records.

## Список композиций
| №  | Название        | Длительность |
| -- | --------------- | ------------ |
| 1. | «Spring Affair» | 8:29         |
| 2. | «Summer Fever»  | 8:06         |

| №  | Название         | Длительность |
| -- | ---------------- | ------------ |
| 3. | «Autumn Changes» | 5:28         |
| 4. | «Winter Melody»  | 6:33         |
| 5. | «Spring Reprise» | 3:51         |

## Участники записи
| Музыканты: - Донна Саммер — вокал - Тор Балдурссон — клавишные, аранжировки для струнных и духовых инструментов - Кит Форси — ударные, перкуссия - Ник Вудленд — гитара - Лес Хердл — бас-гитара - Дино Солера — саксофон - Джефф Бастоу — синтезатор - Мэдлин Белл — бэк-вокал - Сью Гловер и Санни Лесли — бэк-вокал | Технический персонал: - Джорджо Мородер — сведе́ние - Юрген Копперс — звукорежиссёр - Сьюзен Мунао, Джойс Богарт и Донна Саммер — концепция обложки альбома - Генри Вискарра — дизайнер - Gribbitt! — дизайнер, арт-директор - Крис Уорф — арт-директор - Марио Казилли — фотограф |

## Позиции в хит-парадах
| Чарт (1976)                         | Высшая позиция | Пребывание в чарте |
| ----------------------------------- | -------------- | ------------------ |
| Аргентина (CAPIF)                   | 6              | нет данных         |
| Германия (Offizielle Top 100)       | 31             | 3 недели           |
| Дания (Danmarks Radio)              | 20             | нет данных         |
| Испания (Promusicae)                | 6              | нет данных         |
| Италия (Musica e dischi)            | 1              | 33 недели          |
| Канада (RPM Albums Chart)           | 16             | 24 недели          |
| Португалия (Musica & Som)           | 7              | нет данных         |
| США (Billboard 200)                 | 29             | 26 недель          |
| США (Billboard Soul LPs)            | 13             | 20 недель          |
| США (Cashbox Top 100 Albums)        | 37             | нет данных         |
| США (Cashbox Top 75 R&B Albums)     | 12             | нет данных         |
| Финляндия (Suomen virallinen lista) | 22             | 8 недель           |
| Франция (IFOP)                      | 4              | 11 недель          |
| Швеция (Sverigetopplistan)          | 40             | 1 неделя           |

| Хит-парад (1977)                | Позиция |
| ------------------------------- | ------- |
| Канада (RPM Year-End)           | 92      |
| США (Billboard Top Pop Albums)  | 66      |
| США (Billboard Top Soul Albums) | 44      |

## Сертификации
| Регион | Сертификация | Продажи  |
| --- | ------------ | -------- |
| Великобритания (BPI) | Серебряный   | 60 000^  |
| США (RIAA) | Золотой      | 500 000^ |
| Франция (SNEP) | Золотой      | 148 400* |
| * Данные о продажах приведены только на основе сертификации. ^ Данные о тиражах приведены только на основе сертификации. |              |          |